# اس‌اس‌سی نورث آمریکا

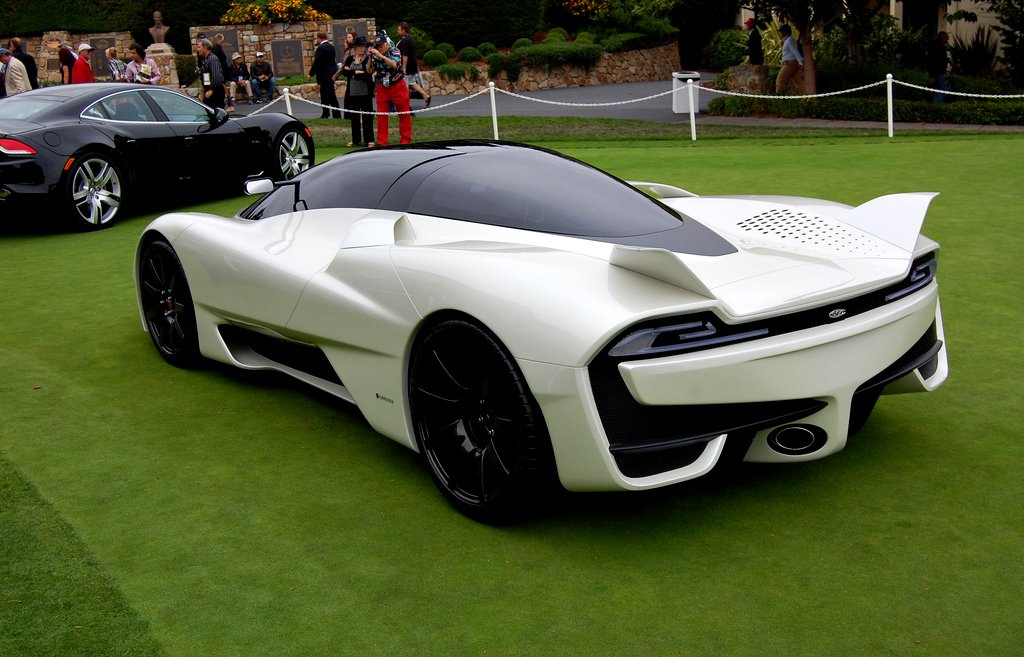
اس‌اس‌سی تواتارا جدیدترین محصول این کمپانی است.

اس‌اس‌سی نورث آمریکا (SSC North America) که سابقاً با نام شلبی سوپر کارز (Shelby SuperCars) شناخته می‌شد نام یک شرکت سازنده خودروهای سوپر اسپورت آمریکایی است.
مرکز این شرکت (تأسیس ۱۹۹۸) در وست ریچلند، واشینگتن در آمریکا قرار دارد.

## تولیدات
از معروفترین تولیدات این شرکت می‌توان به خودروهای زیر اشاره کرد:
- اس‌اس‌سی آئرو
- اس‌اس‌سی تواتارا